# Phenacylamin
Phenacylamin (Trivialname) ist eine chemische Verbindung, die sich von Acetophenon ableitet. Es beinhaltet jedoch zugleich die Struktur eines Phenylethylamins.  Chemisch unterscheidet sich Phenacylamin nur durch eine Methylgruppe vom Wirkstoff des Kathstrauches Cathinon.

## Gewinnung und Darstellung
Eine klassische lineare Synthese ist die Gabriel-Synthese, wie etwa 1908 von diesem selbst gezeigt. Hierbei wird als Edukt Phenacylbromid benötigt.
Es sind aber zahlreiche andere Wege zur Synthese bekannt. Interessant ist beispielsweise ein konsekutiver Ansatz, welcher 1908 von Statham publiziert wurde. Hierbei wird eine Abwandlung der Friedel-Crafts-Acylierung angewendet, wobei statt einem Säurechlorid das 1,3-Oxazolidin-2,5-dion verwendet wird und als Edukt Benzol.

## Vorkommen
Phenacylamin kommt als Riechstoff in der gewöhnlichen Traubenkirsche und in Streptomyces vor.